# Richard Hartmann (Sportfunktionär)

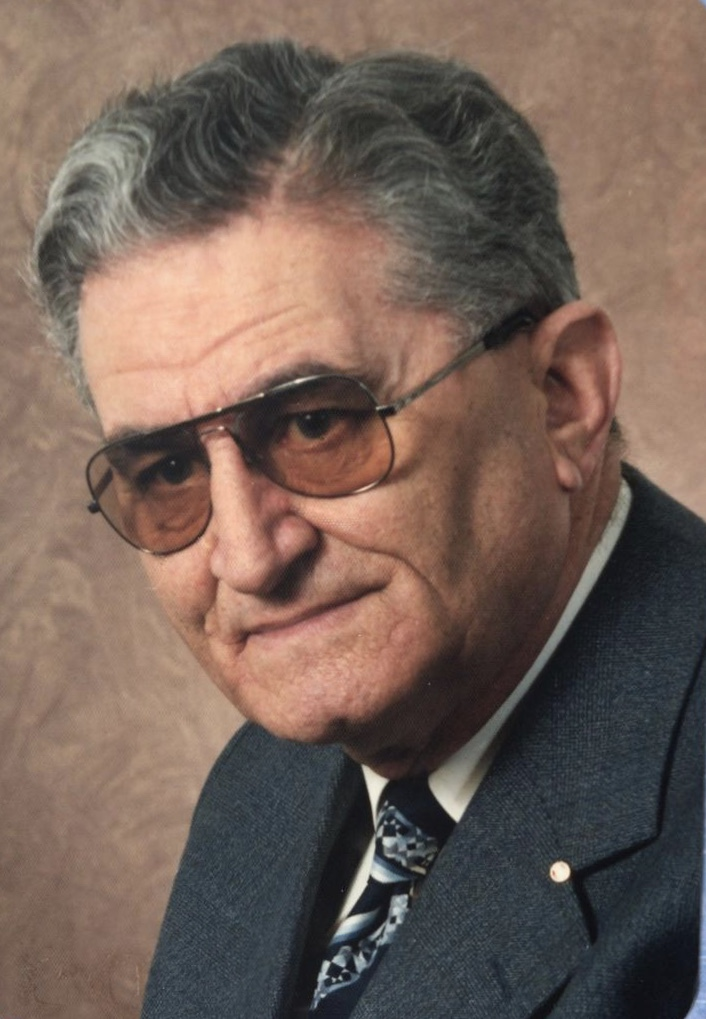
Richard Hartmann

Richard Hartmann (* 15. Juli 1914 in München; † 15. September 1984 in Berchtesgaden) war ein deutscher Sportfunktionär. Er war von 1968 bis 1984 Präsident des Deutschen Bob- und Schlittensportverbandes.

## Leben
Richard Hartmann war von 1970 bis 1978 Rektor der Grund- und Hauptschule in Bischofswiesen. Er war 1952 Gründungsmitglied des Wintersportvereins Königssee. Von 1968 bis zu seinem Tod war er Präsident des Deutschen Bob- und Schlittensportverbandes und Vizepräsident des Internationalen Rodelverbandes. 1968 baute er am Königssee die erste kombinierte Bob- und Rodelbahn der Welt in Kunsteis. Sie war Modell für die Bahnen in Sapporo, Oberhof, Innsbruck-Igls, Winterberg, Lake Placid und Sarajevo. Ohne diese Bahnen gäbe es heute keine olympischen Disziplinen in Bob und Rodel. Hartmann war Präsidiumsmitglied des Nationalen Olympischen Komitees.
Hartmann wurde auf dem Bergfriedhof in Schönau am Königssee an der Gemeindegrenze zu Berchtesgaden beerdigt. Ihm zu Ehren wird durch den Verband der Richard-Hartmann-Preis verliehen.

## Auszeichnungen
- Bundesverdienstkreuz am Bande der Bundesrepublik Deutschland
- Ehrennadel in Gold des Bayerischen Landessportverbandes
- Olympiamedaille der Republik Österreich
- Ehrennadel in Gold mit Brillanten des Internationalen Rodelverbandes

Veröffentlichungen
- Buch: Melde mich zurück... - Richard Hartmann - BoD Verlag 2019